# Медаља за успомену на избор Петра I за краља Србије и повратак династије Карађорђевића
Медаља за успомену на избор Петра I за краља Србије и повратак династије Карађорђевића основао је  Краљ Петар I 8. августа 1903. То је било прво одликовање које је увео краљевски дом Карађорђевића.

## Историјат
Већ 1901. године група официра са капетаном Драгутином Димитријевићем Аписом на челу почела је ковати завјеру против краља Александра Обреновића. Завјера се
ширила у војсци која је била незадовољна краљевим понашањем. Александар је неопрезно придоносио таквом стању. Женидба са Драгом Машин 1900. године уздрмала је и оно мало лојалности које су официри гајили. Када је дијелио чинове и одликовања, гледао је само да је особа наклоњена његовој жени. Тако је нарушио традиционалну хијерархију. Неспособни каријеристи вртоглаво су се дочепали високих официрских чинова. Након смрти команданта војске, бившег краља Милана (године 1901.), бунт се незаустављиво ширио. Упоредо са војничким незадовољством расла је несношљивост грађанства. Док су официри смишљали како ће смакнути краља, грађански су политичари-завјереници комбиновали кога ће узети за новог краља. Њихов избор брзо је пао на Петра Карађорђевића (1844-1921), са којим су у Швајцарској ступили у преговоре. О резултатима разговора завјереника с Петром Карађорђевићем не постоји, наравно, никаква документација, али је, изгледа, претендент начелно пристао, под условом да он сам не судјелује у пучу. Завјереници су се затим хтјели осигурати на међународном дипломатском пољу. Ступили су у тајне разговоре са аустро-угарским и руским послаником, да чују како би њихове земље реаговале на пуч. Из тих је разговора постало очигледно да европским силама није стало до Александра и да га не желе спашавати. Аустрија је само гледала да у Србији не постане краљем какав руски или црногорски претендент, док се Русија хтјела осигурати од евентуалног њемачког принца на српском пријестољу. Упознате са завјером, ни Аустрија ни Русија нису дојавиле краљу Александру шта му се спрема.
У међувремену, 23. марта (5. априла) 1903., безазлени и погрешно протумачени протестни скуп трговачких помоћника, претворио се у масовне демонстрације. На београдским улицама дошло је до крвавог обрачуна жандармерије и демонстраната. Резултат тога сукоба било је неколико мртвих и десеци рањених особа. Сутрадан је краљ Александар извршио државни удар, укинуо Устав из 1901. године, распустио Сенат и Народну скупштину и поништио све указе о именовању сенатора и државних савјетника. Након тога поставио је своје људе у Сенат, Државни савјет и судове и успоставио Устав из 1901. године. Све се
догађало у размаку од неколико сати и личило је на текстове књижевника Радоја Домановића. Врхунац свему били су нерегуларни избори спроведени 19. маја (1. јуна) 1903. Сви ти догађаји огорчили су јавност и убрзали планове завјереника. У ноћи 29. маја (11. јуна) 1903. група официра насилно је продрла у двор, убила краља Александра и краљицу Драгу и њихова тијела бацила кроз прозор. Осим краљевског пара у пучу су убијени предсједник владе генерал Димитрије Цинцар-Марковић, министар војске генерал Милован Павловић те оба Драгина брата. Никола и Никодије Луњевица.
Атентат на краљевски пар био је бруталан и однио је више живота него што је требало. Премда несклона Александру и Драги, европска је јавност била запрепаштена силном бруталношћу атентатора. Александровим убиством нестала је династија Обреновића. Стога је нова тзв. револуционарна влада Јована Авакумовића сазвала распуштено Народно представништво које је успоставило укинути Устав из 1888. године и 2. (15.) јуна 1903. изабрало Петра Карађорђевића за новог краља. Девет дана касније краљ Петар стигао је у Београд и 12. (25.) јуна положио заклетву на Устав. Династија Карађорђевића враћена је у земљу послије 45 година владавине Обреновића. Краљ Петар стигао је у Београд као шездесетогодишњак, послије избјеглиштва у којем је провео најбоље дане свог живота. Његов положај није био лак. Дошао је на престо након крвавог убиства свог претходника, у којем је посредно судјеловао. Након дугог избивања из земље, није могао рачунати на масовну подршку, јер су га већ заборавили. Одани су му били само пријатељи из избјеглиштва. Петар је знао да његови пријатељи немају политичког утицаја, а да искључиво ослањање на завјеренике не водии добру, јер га друштво краљоубица компромитује. На аутократију није могао ни помишљати јер за њу није имао довољно моћи и ауторитета. Владарски углед могао је изградити само парламентарним рјешавањем проблема и стрпљивом дипломатијом.
Петар Карађордевић мудро је избјегао све замке које су га могле довести у конфликтне ситуације те је не само учврстио свој углед, него и стекао велику популарност.

## Медаља
У част ступања на престо и повратак династије Карађорђевића основана је 8. (21.) августа 1903. Медаља краља Петра I. Медаљу су могли добити чланови краљевског дома, министри, чланови Народне скупштине и официри у служби на дан избора Петра I. Још исте године право на ношење медаље проширено је на све резервне официре из времена устоличења Петра I. Према Указу о ношењу одликовања од 27. јула (9. августа) 1904. Официри су Медаљу краља Петра I морали носити свакодневно, на лијевој страни груди. Медаља је остала службено одликовање у Краљевини СХС и Краљевини Југославији. Наредбом од 24. фебруара 1904. године Медаља краља Петра I заузела је 2. мјесто важносном реду медаља, одмах иза Медаље за храбростт То ће мјесто задржати све до 1941. године. Медаља се у почетку носила на траци бијеле боје с паром плавих и бијелих пруга са стране. Послије се медаља носила на тробојној, црвено-плаво-бијелој траци.
Медаљу је креирао познати српски вајар и медаљер Ђорђе Јовановић (1861-1953.), а израђена је у радионици Јосифа Кристијана Кристлбауера у Бечу. Прва серија медаља кована је од позлаћеног сребра и од сребра. Послије су се медаље ковале од позлаћене и посребрене бронзе. Медаље првог облика носе на лицу сигнатуре креатора: Ђ Ј 1903 и радионице: J. CHRISTLBAUER. Касније исковани облици медаља немају те ознаке. Медаља је у умјетничком погледу веома успио рад. На лицу је приказано попрсје владара у лијевом профилу, маркантних црта лица, с карактеристичним орловским носом. Краљ Петар носи парадну војну униформу, са наглашеним еполетама, огрлицом Ордена кнеза Лазара, лентом и звијездом Ордена Бијелог орла. Лијево уз руб је натпис: ПЕТАР I. Десно уз руб је натпис: КРАЉ СРБИЈЕ. На наличју су укрштени ловорова (лијево) с ружином (десно) гранчицом, мач и застава. У позадини излази сунце. У горњој половици медаље је натпис у четири реда: ЗА УСПОМЕНУ/ ИЗБОРА
/ КРАЉА ПЕТРА I / 1804 - 1903.